# 민부쿄노산미
민부쿄노산미(일본어: 民部卿三位 みんぶきょうのさんみ[*])는 가마쿠라 시대 후기의 여성이다. 카메야마 상황과 타카하루 친왕 (후의 고다이고 천황)의 측실이다. 중신 "노치노산보" 중 한명인 요시다 사다후사의 측실이자 총비가 되었다는 설도 있다. 정이대장군 모리요시 친왕 (천대좌주 손운 법친왕) 등의 어머니이다.
그 정체는 공경 키타바타케 모로치카의 딸 키타바타케 치카코로 하는 것이 정설이었으나, 20세기 후반에 부정되었다. 21세기 초 시점에는, 정체로는 모로치카의 딸인 키타바타케 스케코(北畠資子)라는 설과, 공경 카데노코지 츠네미츠의 딸 카데노코지 츠네코(勘解由小路経子)라는 설이 있다.
민부쿄노산미가 모로치카의 딸이라면 고다이고 제3황자로 쇼군인 모리요시 친왕이 고다이고 측근 "노치노산보"의 필두 키타바타케 모로치카의 처조카가 된다. 즉, 겐무 정권ㆍ남조 최대의 중요 기관 중 하나인 무츠 쇼군부 설치를 주도한 것이, 고다이고가 아니라 모리요시ㆍ모로치카의 정치적 결합일 가능성이 높아진다. 그래서, 민부쿄노산미의 정체는 중세 정치사의 쟁론이 되고 있다.

## 개요
출신은 불분명하다. 카메야마 상황이 가겐 3년 (1305년)에 붕어하기 직전에, 카메야마의 황자를 임신하고 이듬해인 가겐 4년 (1306년)에 손친 법친왕을 낳았다. 그 후, 경위 불명이지만, 카메야마의 손자인 타카하루 친왕 (후의 고다이고 천황)과 교제를 시작해, 엔쿄 원년 (1308년)에 손운 법친왕 (후의 정이대장군 모리요시 친왕)을 낳았다. 그 후의 소식은 한동안 알려지지 않았으나, 약 20년 후, 겐토쿠 원년 (1329년)에 다시 역사의 앞에 나타났으며, 그 시점에서는 고다이고의 현신 "노치노산보" 중 한명인 요시다 사다후사와 "한몸"이라는 소문이 나돌았다. 또, 사다후사의 아내 "산미노츠보네"라는 사람의 부고가 있었다. 이를 들은 가마쿠라 막부 전 싯켄인 카나자와 사다아키 자신은, 소문과 부고에 혼란을 겪고 있으며, 산미노츠보네 = 민부쿄노산미인가, 민부쿄노산미가 사다후사와 "한몸"이라는 것이 사실인지 의심하고 있다. 그 외의 것은 확실히 불분명하다.
이 민부쿄노산미라는 여성의 정체는, 예로부터 논란이 되었다. 왜냐면, 그 정체는 공경 키타바타케 모로치카의 딸인 키타바타케 치카코라는 설이 오래전부터 있었고, 그렇다면 모리요시 친왕은 "노치노산보" 필두이자 남조 최대 중신 키타바타케 치카후사의 족보상 조카 (혈맥상 종형제)가 되기 때문이다. 겐무 정권의 정치 구상을 논하는데 큰 초점 중 하나로, 무츠 쇼군부의 설치를 주도한 것이 고다이고 천황이냐, 모리요시 친왕의 정치 연합이냐 하는 논란이 있다. 민부쿄노산미 = 키타바타케 치카코 설은 후자 설의 논거 중 하나였다.
하지만, 20세기 후반, 일본문학에서 쿄고쿠파 와카에 대한 연구가 활발해지자, 키타바타케 치카코는 쿄고쿠파 유력가인이며, 카메야마・고다이고와는 적대관계에 있는 후시미 천황의 텐지이자 측실이었음이 밝혀지면서, 치카코 설은 거의 부정되게 되었다.
이후, 민부쿄노산미의 정체에 대해, 2가지 설이 더 추가되었다. 1988년, 모리 시게아키는, 카데노코지 츠네미츠 (히로하시 츠네미츠)의 딸인 카데노코지 츠네코라는 것이다. 2009년, 오카노 토모히코는, 키타바타케 모로치카에게는 치카코 이외의 또 다른 한명, 족보상에는 올라가지 못한 키타바타케 스케코라는 딸이 있었다고 가정하면서, 이 인물이 민부쿄노산미의 정체라고 하였다. 2010년대 후반 시점에서도 이 논의는 매듭지어지지 못하였다.
카데노코지 츠네코 설을 채택할 경우, 가마쿠라 시대 말기의 정치상황과는 별 관련 없는 셈이다. 하지만 츠네코 설의 겨우는 카메야마 상황의 후궁에 들어가기 전에, 타카하루 (고다이고)의 아버지인 고우다 천황 (재위 분에이 11년 (1274년) - 고안 10년 (1287년))에 텐지이자 측실로써 섬겼고, 고우다의 황자를 출산한 것의 포상으로 3위의 위계를 받은 셈이다. 즉, 할아버지, 아버지, 아들의 3대의 제왕의 황자를 낳았던 셈이 되고 (순서는 아버지 > 할아버지 > 아들), 개인의 연애 편력으로서는 더욱 복잡해진다. 또, 타카하루 (고다이고)보다 만나이로 최소 13세 연상의 여성이며, 모리요시를 출산한 때는 적게 잡아도 세는 나이 34세  (반면, 타카하루는 세는 나이 21살)이다. 그 후, 요시다 사다후사의 총희가 되었다는 소문의 진위는 불명하다.
키타바타케 스케코 설을 채택할 경우, 모리요시 친왕과 키타바타케 치카후사의 정치적 동맹의 결착점이 되었을 가능성이 다시 부활한다. 또, 모로치카는 쇼와 4년 (1315년)까지 생존해 있었기 때문에, 타카하루 (고다이고)와의 나이차는 좁혀질 가능성이 높아진다. 민부경의 관직을 가진 사람의 친자로서 태어난 스케코는, 무슨 이유로 모로치카의 양녀가 되어, 할아버지만큼 나이차가 나는 카메야마 상황의 후궁에 들어가, 손친을 낳았다. 카메야마가 가겐 3년 (1305년)에 붕어한 후, 늦어도 이듬해인 가겐 4년 (1306년)에는, 다이가쿠지통 (ㅏ메야마・고우다・고다이고)의 중신 요시다 사다후사에게 측실이자 총희로서 시집가, "사이쇼 텐지"라 불렸다. 하지만, 새 남편 사다후사보다 14살 어리고, 자신과 나이가 비슷한 청년 타카하루와 사통을 거듭해, 엔쿄 원년 (1308년) 손운 (모리요시)를 낳았다. 그리고 손친이 손운을 인지하면서 사태가 공개되었지만, 사다후사와는 헤어지지 않고 마지막까지 사다후사의 총히로 남아있었다는 이야기가 된다. 스케코 설의 경우, 겐토쿠 원년 (1329년)의 부고는 오보였으며, 적어도 겐무 신정 개시 후읜 겐고 3년 (1333년) 8월 10일까지는 생존해 있었다.

## 비교적 확실한 역사
『마스카가미(増鏡)』 「무라시우(むら時雨)」에 의하면, 통칭 민부쿄노산미라고 한다. 『카나자와 문고 문서』 소장의 전 싯켄 카나자와 사다아키 서장 (겐토쿠 원년 (1329년) 12월 11일자)에서는, "민부쿄노산폰(民部卿三品)"이라고 부르고 있다。출신에는 여러 설이 있고, 2017년 시점에서도 일본사 연구자 카메다 토시타카는 판단을 유보하고 있다。
카메야마 상황이 가겐 3년 9월 15일 (1305년 10월 4일)에 붕어하기 이전, 카메야마의 측실이 되었다. 카메야마 붕어 직전에 임신, 이듬해 가겐 4년 (1306년) 손친 법친왕이라는 황자를 출산했다. 카메야마의 황자를 낳았다는 이야기는 『마스카가미』 「무라시우」에 있다. 또한 앞서 언급한 카나자와 사다아키 서장을 통해 이름을 손친 법친왕이라 하였고, 통칭 쇼고인 준미야(聖護院准宮)라고 불렸음을 알 수 있다. 손친의 생년은 『미치히라공기(道平公記)』 겐코 4년 (1324년) 8월 22일조에 세는 나이 19살인 것에서 거꾸로 계산할 수 있다.
그 후, 경위는 알 수 없으나, 엔쿄 원년 (1308년), 카메야마의 손자인 타카하루 친왕 (훗날의 고다이고 천황)과의 사이에서 손운 법친왕 (후의 모리요시 친왕)을 낳았다. 타카하루와의 아들임은 『마스카가미』 「무라시우」에 있으며, 생년은 『천대좌주기(天台座主記)』에 가랴쿠 2년 (1327년)에 세는 나이 20살로 천대좌주 (히에이산 엔랴쿠지의 장)이 되었다고 기록되어 있는 것으로 보아 거꾸로 계산할 수 있다.
역시, 경위는 불분명하지만, 늦어도 겐토쿠 원년 (1329년)까지는 고다이고 천황의 측근인 "노치노산보" 중 한 사람인 요시다 사다후사의 총희가 되었다는 소문이 나돌았다. 앞에 언급한 카나자와 사다아키 서장에서 사다아키는 사다후사의 아내의 "산미노츠보네"라는 인물이 사망했다는 소식을 듣고, 손친과 고다이고 황자의 어머니인 "민부쿄노산폰"이라는 인물이 "요시다와 한몸"이라는 소문을 들은 적이 있는데, 그와 다른 사람인지 묻고 있다. 일본사 연구자 모리 시게아키는, 이 소문이 참인지 거짓인지 대해 언급하지 않는다. 한편, 오카노 토모히코는 민부쿄노산미가 사다후사의 총희가 되었다는 부분은 진실일 것이며, 사망 부분은 오보로 사다후사의 다른 아내가 죽었을 것이라고 밝히고 있다.

## 출신

### 키타바타케 치카코 설
민부쿄노산미의 정체는, 공경 키타바타케 모로치카인 키타바타케 치카코라는 설이 옛날부터 있었고, 20세기 후반까지는 정설이었다. 이는, 천황가의 가계도로서 권위가 있는 『본조황윤소운록』과, 공가의 가계도로서 권위가 있는 『존비분맥』의 기술을 조합한 것이다.
치카코의 존재는, 큰 주목을 받아왔다. 왜냐하면, 치카코가 모리요시의 어머니라면, 모리요시는 고다이고의 현신 「노치노산보」의 필두이자 남조의 정치를 주도한 키타바타케 치카후사와는 혈맥상으로는 종형제, 계도상으로는 조카가 되기 때문이다. 게다가, 『태평기』에서는 모로요시는 치카후사의 동생을 아내로 맞이했다고 쓰여있다.
따라서, 모리요시와 치카후사는 매우 진한 혈연관계라는 점으로 보아, 정치적으로도 연계되었을 것으로 예상된다. 겐무 정권・난보쿠초 시대의 연구에는, 키타바타케가가 이끄는 무츠 쇼군부의 설치를 주도한 것이 고다이고 천황이었는지, 아니면 모리요시 였는지 하는 큰 논쟁이 있었으며, 모리요시와 치카후사의 강한 혈연관계는 후자의 설의 논거 중 하나로 여겨지고 있다.
하지만, 1960년대 이후, 쿄고쿠파 와카에 대한 연구가 활발해지자, 치카코는 쿄고쿠파의 유력 가인이며, 또 카메야마ㆍ고다이고에게서는 정적에 해당하는 지묘인통의 후시미 천황의 텐지이자 측실이었던 것으로 판명되어, 치카코설은 거의 생략되었다. 자세한 것은 키타바타케 치카코를 참조.

### 카데노코지 츠네코 설
1988년, 일본사 연구자인 모리 시게아키는, 민부쿄노산미의 정체는 카데노코지 츠네미츠 (히로하시 츠네미츠)의 딸인 카데노코지 츠네코라면서, 다음과 같은 논의를 펼쳤다. 또, 모리는 "히로하시 츠네미츠" "히로하시 츠네코"라는 이름을 사용하고 있는데, 히로하시가라는 가명은 츠네미츠의 후손이 무로마치 시대에 사용한 것이며, 츠네미츠 자신은 "카데노코지"라는 가명을 사용했기 때문에, 이하에는 동시대의 가명인 "카데노코지"로 기술한다
그런데 만약, 모리요시의 어머니가 키타바타케 모로치카의 딸이라면, 모리요시는 키타바타케 치카후사와는 혈맥상 종형제가 된다. 게다가, 치카후사는 할아버지인 모로치카의 양자로 가서 적자가 되었기 때문에 (『공형공기(公衡公記)』 쇼와 4년 3월 25일 조. 같은 해 4월 17일 조), 족보상으로는 모리요시는 치카후사의 조카가 되어, 더더욱 가까워졌다.
하지만, 치카후사의 『신황정통기(神皇正統記)』에 모리요시는 겨우 2번 등장한다. 게다가, 모리요시 암살 장면에 대해서는 「혼란 속이지만, 숙의를 다하노라」 (「아시카가 타다요시 (타카우지의 동생)는 나카센다이의 난의 혼란 속에서 모리요시를 죽이고, 필시 숙원을 완수했을 것이다」)라며, 무로마치 막부 비판의 재료로 삼고 있찌만, 모리요시에게는 특별히 동정하고 있지 않다.
모리는, 『동사본천대좌주기(東寺本天台座主記)』에 주목했다. 이 문서의 확실한 성립연대는 알려지지 않았으나, 고코쿠 2년 / 랴쿠오 4년 (1341년)의 유죠 법친왕이 천태좌주로 보임되기까지의 기사가 쓰여져 있으며, 적어도 그 이후인 것으로 추정된다. 이 중, 적어도 어떤 종이는 "정화 2년 (1346년)"이 서장의 배지에 쓰여있어, 아마도 1346년이 얼마 남지 않은 시기에 쓰여진 것으로 추측된다. 고다이고를 "고다이고인"이 아닌 "고다이고 천황"이라고 쓴 것도 특징이다. 모리는, 이 문서가 사료로써 높은 가치를 갖고 있다고 주장한다.
이 『동사본천대좌주기』에는, 소운 법친왕 (모리요시 친왕)에 대해, "고다이고 천황 황자, 어머니 3품 후지와라노 츠네코"라 쓰여있다. 이미 히라타 토시하루가 이 문서에 의해 후지와라노 츠네코 설을 주창하고 있었지만, 후지와라씨의 어느 가문인지는 언급하지 않았다. 『존비분맥』에는 9명의 후지와라노 츠네코가 있는데, 생존 연대적으로 맞는 것은, 이츠츠지 츠네우지의 딸, 나카노미카도 츠네타다의 딸, 카데노코지 츠네미츠의 딸, 신지백 스케모토 왕의 딸 등 4명이 있다. 3품(3위)에 맞는 사람은 이츠츠지 츠네우지의 딸, 나카노미카도 츠네타다의 딸의 2 사람이지만, 전자는 고후시미 천황의 어머니, 후자는 사이온지 킨히라의 애첩이므로, 민부쿄노산미가 아니다. 그렇다면, 언뜻 보기엔 민부쿄노산미가 될 수 있는 후지와라노 츠네코는 한 명도 없는 것으로 보인다.
하지만, 카데노코지 츠네코에 대해 히노가 (카데노코지가 = 히로하시가의 본류)의 계도를 보면, 『존비분맥』에 "텐지 츠네코", 『속군서류종(続群書類従)』 제 6집상에는 "고우다인 텐지 츠네코, 황자를 낳고 어쩌고저쩌고"라고 쓰여있다. 계도에는 3품이 되었다고 쓰여있지 않지만, 고우다 천황 (고다이고의 아버지, 재위 : 분에이 11년 (1274년) - 고안 10년 (1287년))의 텐지로서 황자를 낳았으니, 실제로는 3품에 올랐을 가능성이 높다. 게다가 츠네코의 아버지 츠네미츠는 사망하기 전까지 14여년간 민부쿄를 했기 때문에, "민부쿄노산미"의 전반부와도 일치한다.
더군다나 "민부쿄노산미"의 이름을 "종3위 스케코"라고 하는 족보도 없는 것은 아니고, 그 점의 불일키는 있지만, 사료의 신뢰성으로 생각하자면 스케코보다 츠네코인 것이 타당성이 더 높지 않느냐라는 것이다.
만약, 츠네코 설을 따르면, 민부쿄노산미는 타카하루 (고다이고)보다 한 살 이상의 여성이었다는 이야기가 된다. 아버지 츠네미츠는 분에이 11년 4월 15일 (1274년 5월 22일)에 세는 나이 63세의 나이로 사망했기 때문에, 만약 츠네미츠가 죽음 직전에 태어난 딸이라고 해도, 분에이 12년 (1275년)에 태어난 것이다. 즉 타카하루보다 적어도 만나이로 13세 연상이다. 모리요시 친왕을 출산한 것은 나이가 34세 이상의 때가 된다.

### 키타바타케 스케코 설
2009년, 오카노 토모히코는, 민부쿄노산미의 정체가 키타바타케 모로치카의 딸인 키타바타케 스케코이라면서, 아래와 같이 주장했다.
히라타 토시하루・모리 시게아키는, 키타바타케 치카코 설의 대체를 구하며 카데노코지 츠네코에 도달했다. 하지만, 치카코 설의 증거인  『본조황윤소운록』 및 『존비분맥』 중, 한 쪽인 『본조황윤소운록』의 모리요시 친왕의 항목을 다시 살펴보면, 실제로는 "다이나곤 미나모토노 모로치카의 딸"이라고 하고 있을 뿐, 따로 이 책 단체에서는, 모리요시의 어머니가 치카코라고 주장하고 있는 것은 아니다. 이 『본조황윤소운록』에 대해, 카메야마 천황의 황자인 손친 법친왕의 어머니를 보면 "종3위 스케코"라고 되어있다. 즉, 『본조황윤소운록』 단체로 보면, 모리요시의 어머니는 모로치카의 딸인 "키타바타케 스케코"라고 하는 것이 타당하다. 스케코에 해당하는 여성은 『존비분맥』의 키타바타케가의 가계도에는 없지만, 그것은 쓰이지 않았을 뿐이라고 한다.
또, 『다이토쿠지 문서』 소장 「고다이고 천황 윤지」 (겐고 3년 (1333년) 8월 10일자)도 주목을 받고 있다. 이에 따르면, 겐무 신정이 출범한지 약 2개월이 지난 시기에, "민부쿄노츠보네"라는 여성이 겐고의 난으로 처형된 키타바타케 토모유키 (모로치카의 조카)의 명복을 빌기 위해 다이토쿠지에 영지를 보시했고, 고다이고가 이를 승인・보증했다고 쓰여있다. 민부쿄노츠보네가 키타바타케가의 연고자임은 명백하다. 오카노는 이 민부쿄노츠보네를 민부쿄노산미와 동일인으로 보고, 『천대좌주기』에도, 동시대의 천황의 문서인 이쪽이 더 신뢰성이 높을 것이라고 주장했다.
게다가, 가겐 4년 (1306년)의 「쇼케이몬인 어령목록(昭慶門院御領目録)」에서는, 아소 신사의 말사인 코우사 신사를 "사이쇼 텐지"라 칭하는 여성이 영유하고 있음을 알 수 있다. 이 문서에서는, 마찬가지로 아소 말사인 코우노우라 신사와 그 진구지를 마데노코지 다이나곤 입도 (키타바타케 모로치카)가 영유하고 있음이 옆에 적혀 있으므로, "사이쇼 텐지"도 키타바타케가의 사람으로 해석하는 것이 타당하다. 그리고, 모로치카의 양녀인 키타바타케 치카코는, 친부 미나모토노 모토우지가 참의 (당명 사이쇼)이므로, "사이쇼 텐지"에는 부합한다. 하지만, 치카코는 그 이전에 "곤다이나곤 텐지"라는 고위의 이름을 자칭했는데 (『공형공기』『후시미 천황 신기(伏見天皇宸記)』). 그보다 아래인 "사이쇼 텐지"라는 이름으로 불리는 것은 부자연스럽다. 따라서, "사이쇼 텐지"는, 모로치카의 또 다른 딸인 키타바타케 스케코 = 민부쿄노산미를 말하는 것이 타당하다.
그럼, "사이쇼 텐지"의 "사이쇼"가 어디서 왔는가 하면, 요시다 사다후사는 가겐 4년 (1306년) 전년 말까지 참의 (당명을 사이쇼)의 지위에 있었기 때문에, 아마 그때까지 키타바나케 스케코 = 민부쿄노산미는 사다후사의 아내가 되어 있어, 남편의 관직으로 불리지 않았을까 하는 것이다.
키타바타케 스케코 = 민부쿄노산미 설에서는, 겐토쿠 원년 (1329년)에 민부쿄노산미가 사망했다는 사다아키의 서장과는 모순된다. 이에 대해서는 사다아키 자신이 서장 말미에서 "다른 사람의 일이 아니냐"고 의심하는 대로 사다후사의 다른 아내가 사망한 것을 민부쿄노산미로 다르게 전해진 것이 아니냐는 것이다.
오카노 자신도 인정하는 키타바타케 스케코 설의 최대 약점은, 모로치카의 가까운 친족에 민부쿄가 없기 때문에, 어디서 그 직함이 온건지 설명하기 어렵다는 점이다. 이 점에 대해서는 미나모토노 모토우지의 친자로 모로치카의 양녀로 들어간 키타바타케 치카코와 마찬가지로, 스케코도 민부쿄의 관직을 가진 누군가의 친자로, 무슨 사연으로 모로치카의 양녀가 된 것인가 하는 것이다.
모리 시게아키는, 키타바타케 치카후사의 『신황정통기(神皇正統記)』는 모리요시 친왕에게 차갑다고 지적했는데, 오카노는 그것은 치카후사의 작품 특성이며, 문면만으로는 그 심정을 판단할 수 없다고 한다. 예를 들면, 자신이 공들여 기른 토키요시 친왕 (고다이고의 2황자)에 대해서도 『신황정통기』에는 기술이 없어, 저작의 완성도를 높이기 위해서는 사정을 넣지 않겠다는 자세가 보인다. 한편으로, 사적인 서한문에서는 모로요시의 남겨진 아이인 오키요시 친왕을 「당가 또한 특히 유서 깉은 어사후(当家また殊に由緒の御事候)」라 자랑스럽게 썼으며 (고코쿠 3년 5월 26일자 「키타바타케 치카후사 서장」 아소 문서), 역시 치카후사와 모리요시는 친했던 것이 아닌가 하고 있다.

## 『태평기』
민부쿄노산미는, 군기이야기 『태평기』 (1370년 경 완성) 유포본에서, 권6 「민부쿄노산미노츠보네 어몽상의 일(民部卿三位局御夢想の事)」에 등장한다.  역사상 복잡한 연애 편력은 전혀 언급되지 않고, 고다이고 천황이 총애하는 총희로 나와, 고다이고에게 한결같은 아내이자 자애로운 어머니로 등장한다.
가마쿠라 막부와의 싸움인 겐코의 난 (1331년 - 1333년)에서, 첫 출진인 카사기야마 전투에서 패배한 고다이고 천황은 오키노시마로 유배되었고, 모리요시 친왕도 행방불명 되었다. 미모의 용색이 쇠퇴해질 정도로 슬퍼한 민부쿄노산미는 남편과 아들의 무사를 빌기 위해 키타노 텐만구에 7일간 머물며 기도했다. 그리고, 천신을 향한 우타로서 「忘れずば 神もあはれと 思ひ知れ こゝろづくしの いにしへの旅」를 썼다. 그러자, 꿈 속에서 매화 가지를 든 노인 (천신 스가와라노 미치자네)이 나타나 답가로 「めぐり来て つひにすむべき 月かげの しばしくもるを 何なげくらん」라고 써있는 가지를 민부쿄노산미에게 주었다. 꿈에서 깬 민부쿄노산미는, 남편 고다이고가 언젠가 오키에서 귀환해 다시 천하를 통치하는 예언이라고 기뻐했다고 한다.
다시 민부쿄노산미의 이름이 등장하는 것은, 유포본 권 26 「집사 형제 샤치의 일(執事兄弟奢侈の事)」이다. 교토 이치죠 이마데가와 (카미교구 이마데가와정)에는 일찍이 모리요시의 어머니 민부쿄노산미가 살고 있던 저택이 있었지만, 난보쿠초 시대 초기에는 황폐해져 있었다. 그러나, 무로마치 막부 집사 코노 모로나오는, 시죠나와테 전투 (쇼헤이 3년 / 죠와 4년 (1348년))에서 남조의 무장 쿠스노키 마사츠라에게 승리하여 요시노 행궁을 공략하자, 방자해졌다. 그리고, 이마데가와의 민부쿄노산미의 구저택을 강제로 점거하고, 무사의 몫을 넘을 정도로 호화로운 저택을 지었다고 쓰여있다.

### 내용주
1. ↑  덧붙혀, 『마스카가미』 「무라시우」에서는, "요즘 후(중궁 사이온지 기시)의 뇨보 (여관)가 되어 있는 분으로, 민부쿄노산미라 불리는 분이 금상의 아들 (모리요시 친왕)이 태어나" 라며 쓰여있다[1]. 하지만, 모리요시의 탄생은 엔쿄 원년 (1308년)이고, 타카하루 (고다이고)가 기시를 만난 것은 쇼와 2년 (1313년, 중궁 선하는 겐오 (1319년)이기 때문에, 시기가 맞지않는 이유는 불명.
2. ↑  2016년 시점에서도, 일본사 연구자 아라이 타카시게는, 모리요시 친왕에 관련된 저서로 민부쿄노산미 = 치카코 설을 채용하여 모리요시와 치카후사의 연계론을 진행하고 있으나, 쿄고쿠파 연구에 대한 반론은 특별히 없으며[14], 어떤 논거인지는 불분명하다. 하기야 아라이가 저서를 쓴 시점에서는 오카노 토모히코에 의한 민부쿄노산미 = #키타바타케 스케코 설이 있어, 그쪽을 취하면 아라이의 논지 자체는 파탄나지 않는다.